# Comtat de Brunengeruz
El comtat de Brunengeruz, Brugeron (francés) o Bruningerode (neerlandès) fou una antiga jurisdicció feudal del Sacre Imperi Romanogermànic a la moderna Bèlgica. També s'esmenta com comtat d'Hoegaarden. Estava integrat a l'origen per una part del pagus d'Haspengouw o Hesbaye i s'estenia de Tienen fins al Dijle i a les portes de Lovaina, de Binkom i Glabbeek fins a Opheylissem, Zétrud, Hoegaarden, Mélin, Roux-Miroir, Chaumont-Gistoux.
El nom prové de Bruning, un diminutiu germànic del nom Bruno i rode, que significa desboscament. Significa doncs assentament al lloc desboscat pels homes de Bruno.
El principat de Lieja, que aspirava a ampliar els seus dominis, va aconseguir fer-se atorgar tots els drets i regalies que convertien un territori en comitatus. Es creu que fou Alpaida, esposa de Godofred I de Baixa Lotaríngia, la que va llegar el Brunengeruz al capítol de Sant Lambert. Cap al 988, l'emperador Otó III del Sacre Imperi en va confirmar l'adjudicació als Prínceps-bisbes de Lieja. Però quan el bisbe Balderic II (1008-1018) va iniciar la construcció d'una fortalesa a Hoegaarden, a la frontera d'aquest territori, Lambert I de Lovaina es va alarmar i els dos poders van entrar en un conflicte que va portar a la batalla d'Hoegaarden, el 1013, que va consagrar la victòria de Lambert sobre l'exèrcit episcopal. Balderic II sembla haver hagut d'entregar el país de Brunengeruz al comte de Lovaina, que el va tenir en feu del prelat. Al final del segle XI, el bisbe Otbert de Lieja, usant la clàusula de recompra, el va retirar de les mans de Godofreu I de Lovaina, després d'un arbitratge que va justificar la seva pretensió. Va cedir el Brunengeruz en feu al comte Albert III de Namur. Els comtes de Lovaina van recuperar el feu més tard, probablement el 1106, quan l'emperador Enric V del Sacre Imperi Romanogermànic va designar Godofred I de Lovaina successor del duc de Limburg al ducat de Baixa Lorena (on fou Godofred V el Coratjós). El príncep-bisbe no va poder conservar llavors més que Hoegaarden, Beauvechain, Tourinnes-la-Grosse i Chaumont-Gistoux.